# Besleria leucostoma
Espèce
Synonymes
Basionyme:
- Hypocyrta leucostoma Hook.[1]

Besleria leucostoma est une espèce de plantes à fleurs de la famille des Gesneriaceae.